# Apodida
De Apodida zijn een orde van zeekomkommers (Holothuroidea).

## Families
- Chiridotidae Östergren, 1898
- Myriotrochidae Théel, 1877
- Synaptidae Burmeister, 1837